# Llibre de Mormó
El Llibre de Mormó és un dels quatre llibres sagrats acceptats per l'Església de Jesucrist dels Sants dels Darrers Dies, la Comunitat de Crist i altres branques del moviment dels Sants dels Darrers Dies (comunament anomenats Mormons). El llibre diu ser una traducció dels escrits d'homes sants de l'antiga Amèrica escrit de forma similar a la Bíblia. Pren el seu nom d'un dels darrers profetes que, d'acord amb el llibre, hi va escriure. Aquest profeta va ser Mormó, que cap al 390 dC. hauria resumit en un compendi, diferents escrits i arxius que descriuen 2500 anys d'història.

## Història
Segons la tradició del moviment dels Sants dels Darrers Dies, El Llibre del Mormó conté els registres de dues grans civilitzacions que van poblar el continent americà, una procedent de Jerusalem per l'any 600 aC i l'altra havent arribat molts segles abans, després de l'episodi bíblic de la Torre de Babel. Aquests registres haurien estat mantinguts per profetes que van viure entre aquests pobles, fins que Mormó, un d'aquests profetes, fes una compilació dels annals en un únic volum, gravat en planxes de metall.
En la narrativa de Joseph Smith, fundador de l'Església de Jesucrist dels Sants dels Darrers Dies, Moroni, un personatge per a llavors angelical, el va visitar el 21 de setembre de 1823, instruint-li sobre l'antic registre i el seu pla de traducció. Smith explica que, quatre anys més tard, les planxes li van ser lliurades finalment a les seves mans, traduint-les de seguida, acreditant tenir auxili diví en aquesta tasca. La traducció de conceptes es va realitzar mitjançant l'ús d'un pectoral sacerdotal anomenat Urim i Tumim que permetia a Smith interpretar els caràcters de l'egipci reformat a l'anglès usat en l'època. En aquesta tasca hi cooperaren Martin Harris i posteriorment Oliver Cowdery, ambdós signants com testimonis originals de les anomenades Planxes d'Or lliurades a Smith per l'àngel Moroni. Els tres testimonis van declarar haver vist aquestes planxes i que sobre elles hi havia un exquisit gravat de caràcters no comprensibles disposat a manera de llibre i units per anells gruixuts a manera de llibre. Aquest testimoniatge està escrit en els següents termes:
Consti a totes les nacions, llengües i pobles, a qui arribarà aquesta obra, que nosaltres, per la gràcia de Déu el Pare, i del nostre Senyor Jesucrist, hem vist les planxes que contenen aquesta relació... També testifiquem haver vists els gravats de les planxes (d'or), i que se'ns han mostrat pel poder de Déu i no pel de cap home. I que declarem amb paraules solemnes que un àngel de Déu va baixar del cel, i que va portar i ens va posar les planxes davant els nostres ulls, de manera que les vam veure i contemplem, així com els gravats que contenien...
Signen: Oliverio Cowdery, David Whitmer, Martin Harris.
Joseph Smith va publicar la seva obra per primera vegada en 1830, amb el títol The Book of Mormon, en referència al personatge del llibre responsable de la seva compilació. Com a resultat del treball missioner dels membres de l'Església de Jesucrist dels Sants dels Darrers Dies, i altres denominacions afines, el llibre s'ha publicat en 78 idiomes, amb parts del mateix traduïdes a altres 32 llengües, imprimint més de 120 milions de còpies, cobrint l'idioma natiu del 99% dels seus membres i el 87% de la població mundial total. El 1998 l'Església SUD va deixar de traduir seccions resumides del Llibre del Mormó, anunciant que la traducció del llibre a cada nou idioma serà una edició completa.

## Publicacions
El Llibre del Mormó va ser publicat per primera vegada per Joseph Smith al març de 1830, en Palmyra (Nova York), Estats Units, afirmant ser el seu traductor.
Actualment existeixen diverses edicions en espanyol publicades per les esglésies que creuen en ell. Està imprès amb els títols:
- El Llibre del Mormó: Un altre Testament de Jesucrist per Església de Jesucrist dels Sants dels Darrers Dies en Salt Lake City, Utah, Estats Units.

- El Llibre del Mormó per Herald House en Independence, Missouri, Estats Units. Casa publicadora de la Comunitat de Crist, l'Església de Crist (Terreny del Temple) i L'Església Re-manent de Jesucrist dels Sants dels Darrers Dies.

## Creences
El tema del Llibre del Mormó, donat en la portada, és convèncer el món que Jesús és el Crist, l'Etern Déu, qui es manifesta a totes les nacions.
La part considerada més important del llibre és, justament, la visita de Jesucrist al continent americà després de la seva resurrecció, registrada en el llibre de 3 er Nefi, en els capítols 11 al 28. En aquest llibre, considerat sagrat per als seus devots, «s'exposa la doctrina de l'evangeli, es descriu el pla de salvació, i es diu als homes el que han de fer per a assolir la pau en aquesta vida i la salvació eterna en la vida venidera.»
Les esglésies que creuen en El Llibre del Mormó afirmen que aquest també serveix com evidència de la crida de Déu al seu profeta, Joseph Smith (fill), que hauria traduït el llibre d'antigues planxes d'or que li van ser lliurades per un àngel. És un text que, per la resta, és considerat part integral i canònica de la mateixa Bíblia (amb el mateix sentit que els Deuterocanònics en el catolicisme romà). S'ensenya que els escrits en el Llibre del Mormó demostren que la Bíblia és un llibre inspirat per Déu.
En el mateix llibre es convida a orar per a saber si el seu contingut és veritable, i que, per mitjà de la seva interpretació correcta i fidel aplicació, el lector rebrà la guia de la divinitat per refer la seva vida. La creença oposada, és a dir, per crítics al Llibre del Mormó, allunya al lector de la veritable fe cristiana.

## Divisions del Llibre del Mormó
El Llibre del Mormó - Un altre Testament de Jesucrist, publicat per l'Església de Jesucrist dels Sants dels Darrers Dies.
El Llibre del Mormó està format per les següents divisions o llibres, l'autor de cadascun sent descendent de Lehi, o bé designat pel profeta de l'època en qüestió:
- Primer Llibre de Nefi; escrit per Nefi, fill de Lehi, 600 aC.
- Segon Llibre de Nefi; escrit per Nefi, fill de Lehi, aproximadament 588—570 aC.
- Llibre de Jacob; escrit per Jacob, germà de Nefi, fill de Lehi, aproximadament 544—421 aC.
- Llibre d'Enós; escrit per Enós, net de Lehi, fill de Jacob, aproximadament 420 aC.
- Llibre de Jarom; escrit per Jarom, fill d'Enós, aproximadament 399—361 aC.
- Llibre d'Omni; escrit per Omni, fill d'Enós, et al., aproximadament 323—130 aC.
- Paraules del Mormó; escrit per Mormó, editor del Llibre del Mormó, Un altre Testament de Jesucrist, aproximadament 385 dC.
- Llibre de Mosíah; escrit per Mosíah, fill del Rei Benjamí, qui va rebre les planxes d'Amalekí, besnet d'Omni, apróx. 130 - 124 aC.
- Llibre d'Ànima, escrit per Ànima, fill d'Ànima, qui va rebre les planxes del Rei Mosíah. Aproximadament 91 - 88 aC.
- Llibre d'Helamán; escrit per Helamán, net d'Ànima, fill, aproximadament 50 aC.
- Tercer Llibre de Nefi, escrit per Nefi, fill d'Helamán, aproximadament 1-4 AD.
- Quart Llibre de Nefi, realtado per Mormón dels annals d'Ammarón, aproximadament 35—321 dC.
- Llibre del Mormó, escrit per Mormón, qui va rebre les planxes d'Ammarón, aproximadament 321—326 dC.
- Llibre d'Éter; editat per Moroni dels escrits d'Éter.
- Llibre de Moroni; escrit per Moroni, fill del Mormó, aproximadament 401—421 dC.

## Pobles del Llibre del Mormó
En el llibre es narra la història de dos grans pobles denominats nefitas i lamanitas qui van viure 600 anys aC. i aproximadament 400 anys després de Crist, al costat d'això també es relata la història d'un poble més antic, del temps de la Torre de Babel, anomenat Jaredita. S'afirma que aquests pobles van cercar els mars i van desembarcar amb l'ajuda de Déu en el que se suposa ser l'actual continent Mesoamericà. La seva cultura original era l'hebrea antiga, amb reminiscències egípcies, amb cert paral·lelisme als sistemes fonètic-sil·làbic Maia. Nefi, qui comença el relat, esmenta escriure en el «idioma dels egipcis», mentre que Moroni, un segle després de Nefi, diu que els seus escrits i els del seu pare Mormó, havien estat fets en «egipci reformat». Són les dues úniques instàncies dintre del llibre en què s'especifica l'idioma en què els autors escriuen els seus relats.

## Nefites i lamanites

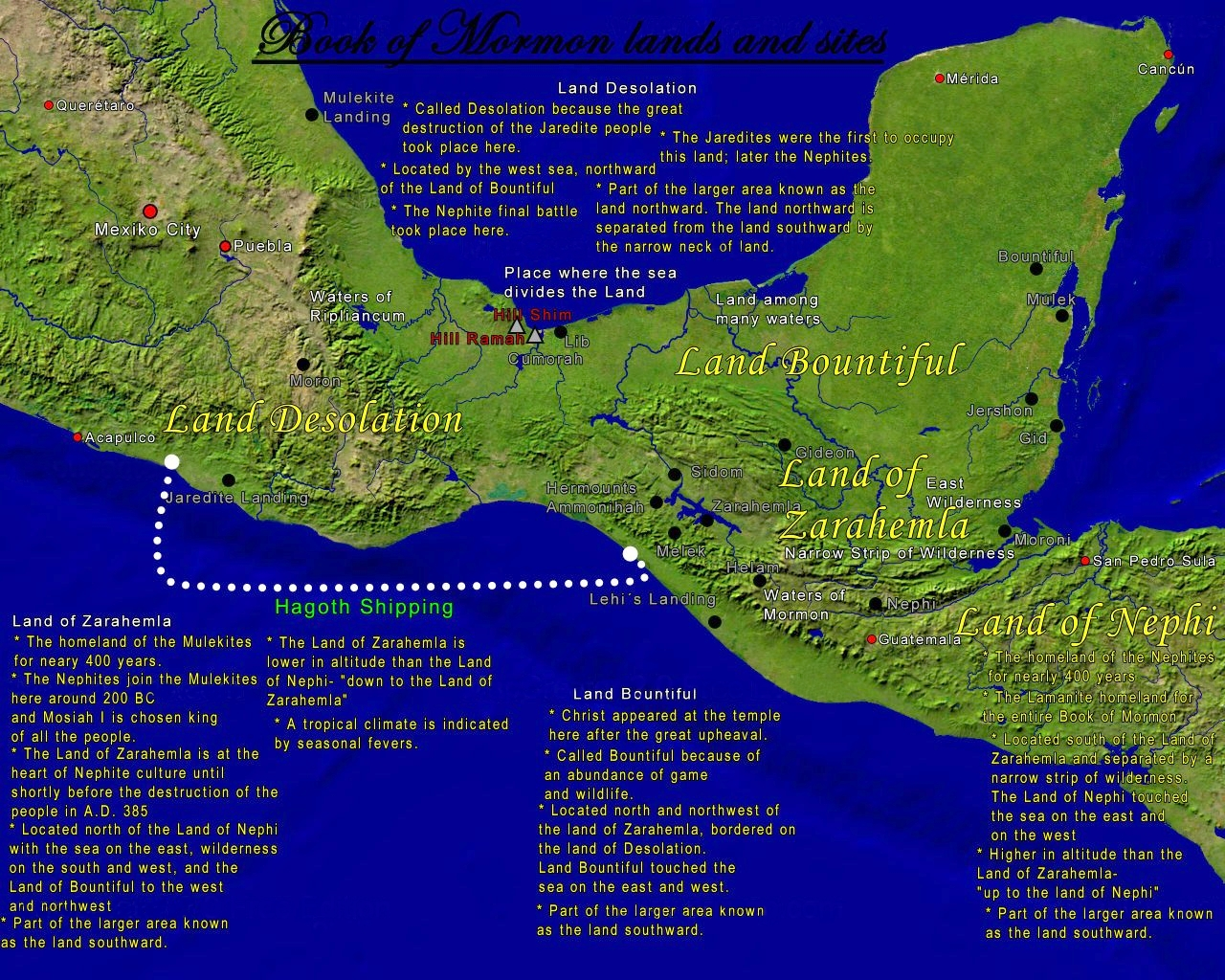
família al continent americà

Els nefites eren els descendents de Nefi, fill de Lehi. Lehi, va treure a la seva família de Jerusalem en el temps de Sedequies, rei de Judà, temps en el qual Babilònia i Egipte competien pel poder i control d'aquesta part del món, i el petit poble dels jueus estava situat entre ambdues potències. Per instruccions de Déu van ser portats a través del desert a un lloc no especificat de la costa del Mar Roja, a prop del golf d'Aqaba, una distància d'aproximada-ment 300 quilòmetres de Jerusalem. Allà Nefi va rebre instrucció de Déu per a la construcció d'un vaixell, amb el qual va traslladar a la seva família al continent americà, fent ús d'una brúixola anomenada Liahona. Es van establir en el continent, lloc al que anomenaven amb freqüència, «terra promesa». Després de la mort de Lehi, la família es va dividir, per una part els nefites qui van seguir li lideratge de Nefi i tenien una relació d'obediència als manaments de Déu, i els lamanites, gent escindida dels nefitas qui no van seguir els ensenyaments divins transformant-se en guerrers, enemics dels nefites. No hi ha en el moviment Sant dels Darrers Dies, referències que la sencera població amerindia fos descendent dels nefites o lamanites. El llibre mateix parla de la destrucció de la major part dels nefites per altres habitants del continent.

## Altres pobles
Els jaredites, a causa de la iniquitat del poble, van ser destruïts molt temps abans de l'arribada de Lehi i la seva família, però la seva història va ser coneguda pel descobriment d'un joc de 24 planxes de metall per part del poble de Limhi en l'època del rei nefita Mosíah. També en el llibre es fa referència a una colònia de jueus anomenats Mulekites, liderats per Mulek qui també van arribar al continent americà, colònia que va ser descoberta per Mosíah, però no parlaven el mateix idioma i no tenien anals. El llibre parla breument d'altres persones que arribarien a aquest continent especial sota la inspiració de Déu, però no descriu la seva història.
No obstant això el relat més important del Llibre del Mormó és la visita de Jesucrist ressuscitat als nefites, en el qual es relata els ensenyaments i manaments de Jesucrist als descendents dels nefites i els lamanites qui tindrien l'oportunitat de rebre El Llibre del Mormó en l'època moderna.
Finalment, 400 anys després de Crist, els nefites ja per a aquest llavors un poble inicuu, van ser destruïts pels lamanites. Moroni, fill del Mormó, es va encarregar en preservar els annals escrits pels profetes nefites, a més de compendiar els annals dels Jaredites i annexar-los al compendi dels annals nefites fet pel seu pare, per a després, escriure el seu propi testimoniatge, i amagar els registres amb la finalitat que apareguessin en el futur pel poder de Déu.

## Alguns ensenyaments importants del Llibre del Mormó
- «Ara, heus aquí, hem escrit aquests annals segons els nostres coneixements, amb els caràcters que anomenem entre nosaltres l'egipci reformat, els quals ens han estat transmesos, i els hem adaptat segons la nostra manera de parlar» (Nefi 1:9-32).
- "Adam va caure perquè els homes existissin; i existeixen els homes perquè tinguin goig." (2 Nefi 2:25)
- "I són lliures per a escollir la llibertat i la vida eterna, per mitjà del gran Mediador de tots els homes, o escollir el captiveri i la mort, segons el poder del diable, doncs ell busca que tots els homes siguin miserables com ell." (2 Nefi 2:27)
- "L'amor de Déu es vessa en el cor dels fills dels homes, per tant, és més desitjable que totes les coses." (1 Nefi 11:22)
- "i tots són iguals davant Déu, tant els jueus com els gentils." (2 Nefi 26:33)
- "heu de seguir avançant amb la fermesa en Crist, tenint un fulgor perfecte d'esperança i amor per Déu i per tots els homes." (2 Nefi 31:20)
- "...us dic aquestes coses perquè aprengueu saviesa; perquè sapigueu que quan us trobeu al servei dels vostres semblants, només esteu al servei del vostre Déu." (Mosíah 2:17)
- "I a causa de la vostra diligència, i la vostra fe i la vostra paciència al nodrir la paraula perquè tiri arrel en vosaltres, he aquí que amb el temps recollireu el seu fruit, el qual és summament preciós, i el qual és més dolç que tot el dolç" (Ànima 32:42)
- "i pel poder de l'Esperit Sant podreu conèixer la veritat de totes les coses." (Moroni 10:5)
- "I ara parlo a tots els extrems de la terra: Si arriba el dia en què deixin d'existir entre vosaltres el poder i els dons de Déu, serà per causa de la incredulitat." (Moroni 10:24)
- "Déu us dirà: No us vaig declarar les meves paraules, que van ser escrites per aquest home, com un que clamava d'entre els morts, sí, com un que parlava des de la pols?" (Moroni 10:27)
- "I a més, si per la gràcia de Déu sou perfectes en Crist i no negueu el seu poder, llavors sou santificats en Crist per la gràcia de Déu, mitjançant el derrama-ment de la sang de Crist".(Moroni 10:33)

## Crítiques
Molts debats religiosos i arqueològics han criticat el llibre tant per la doctrina i la ciència social que presenta com per la manera a través de la qual aquest declara haver-se originat. Algunes de les crítiques inclouen entre altres:
- El cristianisme protestant gairebé en la seva totalitat està basat en el principi de la «Sola Escriptura», la creença que no és necessari més que la Bíblia com l'última autoritat en matèria de fe i pràctica. Per aquesta raó, el mormonisme i la seva introducció d'escriptura addicional no és considerat una església cristiana protestant. Les evidències que proveeixen diverses ciències són usades per a donar suport a aquest argument.

- Es discuteix amb freqüència l'afirmació que el Llibre del Mormó hagi estat revelat per inspiració divina. Es defensa que va ser el producte de la creació i imaginació de Joseph Smith i els seus contemporanis, els quals van fer servir un repertori multisecular de criteris d'examen sobre la base d'unes revelacions privades que haurien conduït a la traducció del Llibre del Mormó, la inspiració de la qual no ha estat provada com a divina.

- Discrepàncies que el llibre genera en la descripció de la cultura, història, tecnologia i raça dels pobles americans. Diverses branques de la ciència han qüestionat, al llarg dels anys, la historicitat del llibre. Per exemple, la Paleontologia ha determinat que no existien cavalls en el continent americà en el període que el llibre es refereix als cavalls (Segle I aC). Aquests havien desaparegut a la fi del Plistocè. Proves arqueològiques han estat usades per demostrar que el llibre no correspon a l'evidència arqueològica de les diverses cultures del continent americà, com l'esment de ciment, carrers i edificis que són esmentats com a part de les cultures de Mesoamèrica.

- Més recentment, uns biòlegs de genètica poblacional han confirmat, mitjançant l'anàlisi de l'ADN de grups nadius, que els habitants nadius del continent americà no provenen dels jueus ni dels hebreus -tal com afirma el llibre- sinó d'Àsia.

- Uns altres han criticat el llibre per les seves idees i ensenyaments divergents del cristianisme general, els quals acusen el text de fomentar el racisme, fet que es pot palesar en el relat en què Déu castiga els descendents de Lamà amb la pell fosca.

## Peculiaritats
El 21 de març de 2007, Swann Auction Galleries va revelar que tenia en el seu poder una rara edició original del Llibre del Mormó d'uns 177 anys, descobert amb la signatura d'Orson Pratt un apòstol contemporani de Joseph Smith. Com que va ser subhastat, es va vendre per 180.000 dòlars.
El 14 de setembre de 2007, Mark Witmer (d'Hessney Auction Co., Geneva, Nova York) va revelar que tenia en el seu poder una rara edició original del Llibre del Mormó d'uns 177 anys, descobert en una caixa de llibres a prop de Palmyra (Nova York), i que entraria en subhasta el 19 de setembre, venent-se per 105.600 dòlars a un comprador desconegut.
En 2004 l'Església de Jesucrist dels Sants dels Darrers Dies va aconseguir amb èxit registrar el terme «Book of Mormón» en Anglès en els Estats Units. Per a octubre de 2007 no s'havien registrat oponents al registre, ni s'han verificat demandes per raó del nou dret reservat. Malgrat la nova marca registrada, la pàgina web bookofmormon.com pertany encara a l'Utah Lighthouse Ministry, una organització crítica del Llibre del Mormó.